# Текіль-Таш
Текіль-Таш (рос. Текиль-Таш, крим. Tekil Taş, Текиль Таш) — маловодна балка (річка) в Україні на південно-східному березі Криму, права притока річки Туклузка, знаходиться на території міської ради Судака, (басейн Чорного моря).

## Опис
Довжина річки 6,4 км, площа басейну водозбору 6,7 км, найкоротша відстань між витоком і гирлом — 5,77 км, коефіцієнт звивистості річки — 1,24. Формується декількома безіменними струмками та загатами.

## Розташування
Бере початок на хребті Токлук-Сирт Головного пасма Кримських гір яром Балка-Дере. Тече переважно на північний схід понад горою Манджил-Кая (498,3 м) та понад селом Миндальне (до 1948 року — Арка-Дересі, крим. Arqa Deresi)  і біля озера Бугаз впадає у річку Туклузку.

## Цікаві факти
- Біля витоку річки на північній стороні на відстані приблизно 1,4 км пролягає автошлях Р29 (автомобільний шлях регіонального значення на території України, Алушта — Рибаче — Судак — Коктебель) — Феодосія).
- У селі Миндальне існує виноробне підприємство[2].
- Річка частково тече через садовий кооператив Сонячна долина[4].